# Hönningen (Hellenthal)
Hönningen is een plaats in de Duitse gemeente Hellenthal, deelstaat Noordrijn-Westfalen, en telt 101 inwoners (2006).